# Saint-Germain-les-Paroisses
Saint-Germain-les-Paroisses es una comuna francesa situada en el departamento de Ain, en la región de Auvernia-Ródano-Alpes.

## Demografía
| 288 | 294 | 264 | 258 | 273 | 307 | 425 |
| Para los censos de 1962 a 1999 la población legal corresponde a la población sin duplicidades (Fuente: INSEE [Consultar]) |     |     |     |     |     |     |